# Сигизмунд Альбикус
Сигизмунд Альбикус (лат. Sigismundus Albicus de Uniczow, чеш. Zikmund Albík z Uničova, нем. Albich von Prag, Albich von Neustadt a Albik von Uničov; 1358—1427) — чешский религиозный деятель XV века, архиепископ пражский (1412—1413), гуманист, врач, юрист, доктор права, пробст Королевского капитула Святых Петра и Павла в Вышеграде.

## Биография
Изучал свободные искусства в университете Праги. Позже, с 1387 — там же обучался гражданскому и каноническому праву. Затем отправился в Падую, где изучал медицину. В 1404 получил степень доктора медицины. По возвращении в Прагу, преподавал медицину в течение двадцати лет в университете.
До этого, в 1396 году занимал должность придворного врача чешского короля Вацлава IV. В 1398 вылечил тяжело больного короля, который в 1400 году пожаловал ему дворянство. С 1404 — главный придворный врач.
Во время лечения, главное внимание, обращал на гигиену и необходимую соответствующую диету. Свои взгляды описал в труде «Regimen pro conservatione sanitatis».
В 1411 году, после того, как пражский архиепископ Збинек Зайиц обвинил Яна Гуса в ереси, это обвинение бросило тень на короля Вацлава IV, который оказывал поддержку Гусу. Вацлав IV назвал заявление Збинека клеветой и приказал конфисковывать владения тех священников, которые распространяли эту «клевету». Збинек бежал в Венгрию, но умер в дороге 28 октября 1411.
После смерти архиепископа Збинека Зайица из Газенбурка пражский капитул по рекомендации короля Вацлава IV 29 октября 1412 избрал Сигизмунда Альбика архиепископом пражским. Под влиянием королевского двора он не предпринял никаких обвинительных действий против Яна Гуса.
В сентябре 1412 папа римский Иоанн XXIII проклял Гуса и наложил на Прагу интердикт. В этой ситуации, обвинённый в поддержке новых доктрин Яна Гуса и Джона Уиклифа, С. Альбик сложил с себя обязанности архиепископа и в 1413 передал бразды правления Конраду из Вехты. Его решение утвердил папа и 14 февраля 1413 назначил его архиепископом Кесарийским.
В 1416 Альбик стал духовником Вышеградским.
После начала Гуситских войн Альбик выехал из Праги. Жил в Оломоуце, Брно и Бреслау.
В 1425 был вызван в Буду, где получил назначение на должность придворного врача Сигизму́нда I Люксембу́рга.
Умер во время военного похода в Венгрии.

## Избранные труды
- «Praxis medendi»;
- «Regimen Sanitatis»;
- «Regimen pestilentiæ» (Лейпциг, 1484—1487).